# Darty (Unternehmen)

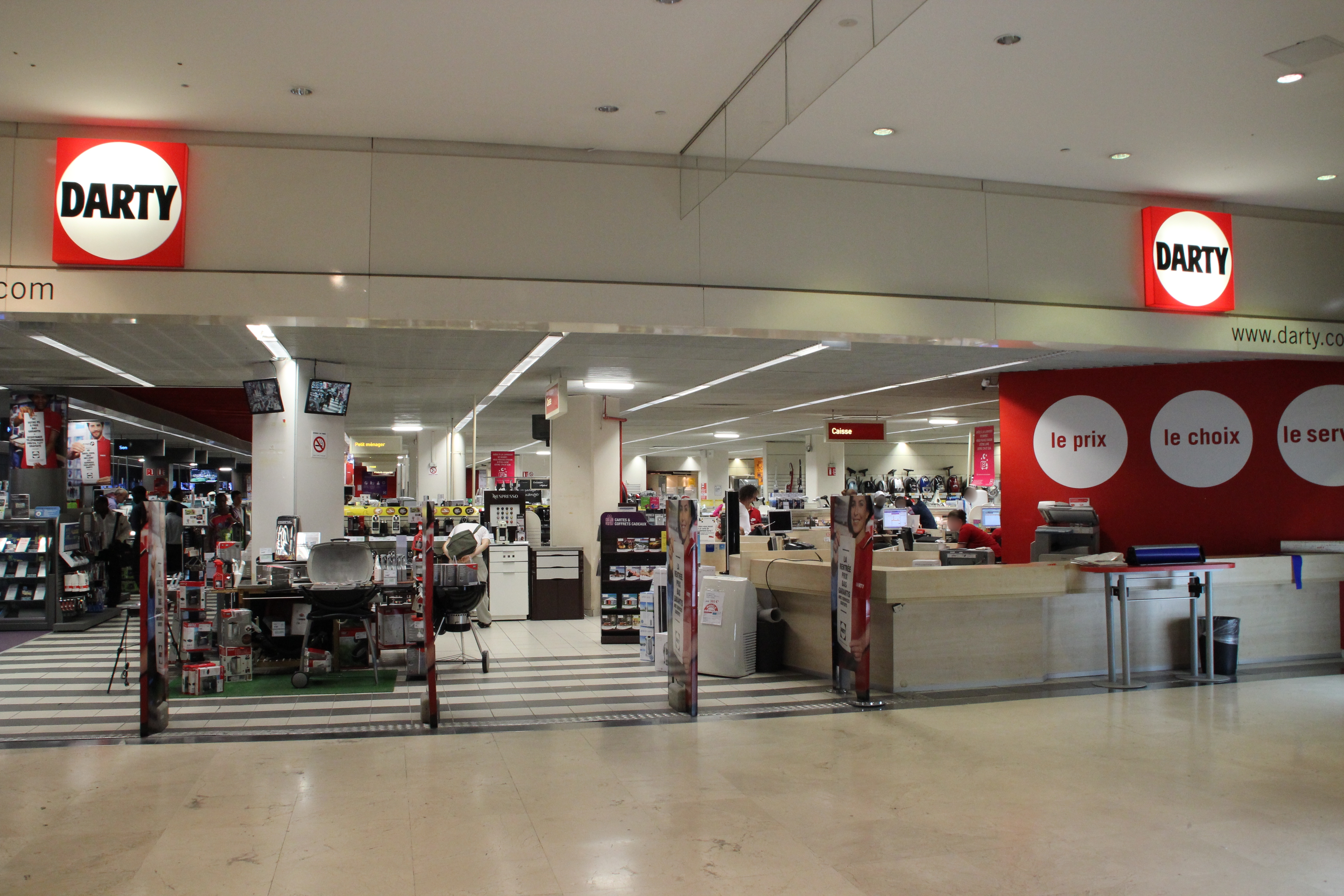
Darty-Geschäft in Paris

Darty war ein ursprünglich französisches Handelsunternehmen im Bereich von Haushaltsgeräten und IKT mit Sitz in London. Es wurde von Natan Darty und seinen Brüdern Marcel und Bernard 1957 gegründet. Das Unternehmen hatte über 11.000 Beschäftigte und etwa 200 Geschäfte. Es operierte im Wesentlichen in Frankreich, in den Niederlanden (unter dem Namen BCC) sowie in Belgien (unter dem Namen Vanden Borre) und war an der London Stock Exchange sowie an der Euronext Paris notiert. 
Im Herbst 2015 vereinbarte Darty eine Fusion mit Fnac. Die Steinhoff International Holdings unterbreitete daraufhin ein höheres Angebot für Darty, was im April in einem Wettbieten zwischen Steinhoff und Fnac resultierte. Im Juni 2016 wurde schließlich das höhere Angebot von Fnac angenommen und die Fusion konnte vollendet werden. Dabei wurde die französische Groupe Fnac in Fnac Darty umbenannt und die Darty plc aufgelöst. Darty firmiert nun als Marke der Fnac Darty.

## Trivia
Erbin des Vermögens der Gründerfamilie war Jessica Sebaoun, mit der Jean Sarkozy, Sohn von Nicholas Sarkozy, verheiratet war.